# Meteoroide
Secondo la terminologia astronomica moderna, un meteoroide è un frammento roccioso o metallico relativamente piccolo (le dimensioni variano da quelle di un granello di sabbia a quelle di un masso, secondo i limiti stabiliti nel 1961 dall'Unione Astronomica Internazionale, che considera meteoroidi gli oggetti solidi di origine non antropica e di dimensioni approssimativamente comprese fra 30 micrometri e 1 metro) dei residui rimasti dalla condensazione della nebulosa da cui si formò il nostro Sistema solare. 
Quando entrano nell'atmosfera di un pianeta, i meteoroidi si surriscaldano per attrito con le molecole dei gas atmosferici e si vaporizzano parzialmente o completamente. I gas lungo il percorso del meteoroide si ionizzano, emettendo luce di vario colore (dipendente dalla temperatura raggiunta e dalla composizione chimica). La traccia luminosa prodotta nel cielo è chiamata meteora, o stella cadente.
Per la Terra, le velocità di ingresso in atmosfera dei meteoroidi appartenenti al Sistema solare sono comprese fra gli 11,2 e i 72,8 km/s, e intorno ai 250000 km/h. L'attraversamento dell'atmosfera normalmente distrugge totalmente il meteoroide lasciando come residui solo polveri meteoritiche, che cadono molto lentamente verso il suolo in tempi dell'ordine dei giorni/settimane. A volte sopravvivono frammenti più cospicui: questi frammenti sono chiamati meteoriti; in genere arrivano al suolo dopo essersi frantumati a causa della resistenza aerodinamica incontrata dal meteoroide lungo la parte finale del suo percorso intratmosferico.
I meteoroidi sono generati dagli scontri fra asteroidi e dal dissolvimento dei nuclei cometari in prossimità del Sole; una parte è originata da impatti tra asteroidi e comete con la superficie dei pianeti tellurici o dei satelliti. Ogni anno, piovono sulla Terra circa 15.000 tonnellate di meteoroidi.